# غاري وليامز (لاعب كريكت بريطاني)
غاري وليامز (1 سبتمبر 1965 في المملكة المتحدة - )  (بالإنجليزية: Gary Williams)‏ هو لاعب كريكت بريطاني. لعب مع نادي مقاطعة ستافوردشاير للكريكت ‏.